# タイリース・プロクター
タイリース・プロクター（Tyrese Proctor, 2004年4月1日 - ）は、オーストラリアのニューサウスウェールズ州シドニー出身のバスケットボール選手。NCAAのデューク大学でプレーしている。ポジションはポイントガード。

## 経歴

### 生い立ち・ユース
オーストラリアで生まれ育つ。父のロッドはシドニー・キングスなどでプレーした元プロバスケットボール選手。幼少期はバスケの他にクリケット、サッカー、野球なども行っていた。
地元のユースチームでプレーした後、キャンベラにあるNBA国際アカデミーから奨学金を受けた。

### カレッジ
2022年4月にデューク大学へのコミットを発表した。
1年目の2022-23シーズンは34試合に出場して平均9.3得点・3.1リバウンド・3.2アシストを記録した。

## 代表歴
2022年に開催されたアジアカップ予選でオーストラリア代表のトップチームに初選出された。本選のメンバーにも選出され、優勝に貢献した。

## 個人成績

### カレッジ
| シーズン | チーム   | GP | GS | MPG  | FG%  | 3P%  | FT%  | RPG | APG | SPG | BPG | PPG |
| -------- | -------- | -- | -- | ---- | ---- | ---- | ---- | --- | --- | --- | --- | --- |
| 2022–23  | デューク | 34 | 32 | 29.2 | .381 | .324 | .866 | 3.1 | 3.2 | .6  | .1  | 9.3 |
| 通算     | 通算     | 34 | 32 | 29.2 | .381 | .324 | .866 | 3.1 | 3.2 | .6  | .1  | 9.3 |